# Lago di Lucendro
Der Lago di Lucendro ist ein Stausee im Kanton Tessin auf dem Gebiet der Gemeinde Airolo. Das Wasser vom Stausee wird zusammen mit demjenigen aus dem Sella-Stausee im Kraftwerk Airolo genutzt.
Der Stausee ist auf einer Fahrstrasse über den Gotthardpass zu erreichen. Vom Ospizio führt eine Bergstrasse zum wenige hundert Meter entfernten Stausee.

## Geschichte
Die Staumauer Lucendro wurde 1947 von Motor-Columbus fertiggestellt. Vorher gab es hier einen kleinen Bergsee.
Aufgrund des Materialmangels während des Zweiten Weltkriegs wurde die Mauer in Pfahlbauweise aus hohlen Betonsäulen erstellt.

## Einzelnachweise

Lucendro, Stausee aufwärts. Historisches Bild von Leo Wehrli (1949)

Stausee Lucendro mit Pizzo Lucendro und Pizzo Rotondo im Hintergrund, historisches Luftbild von Werner Friedli (1957)

Lago di Lucendro, ca. 1909